# Metop
Metop (acronimo di Meteorological Operational Satellites) è un programma europeo per l'utilizzo di satelliti polari a scopi meteorologici, gestito da EUMETSAT. Costituiscono il segmento in orbita del programma EUMETSAT Polar System (EPS), il cui principale obiettivo è di fornire dati in maniera continua e a lungo termine in supporto alle previsioni meteorologiche e dell'ambiente e all'osservazione del clima globale. Il programma EPS consiste di una serie di tre satelliti Metop in orbita polare, lanciati e operati in sequenza per un totale di oltre 14 anni a partire dal 2006, e alle relative strutture di controllo a terra.

## Storia

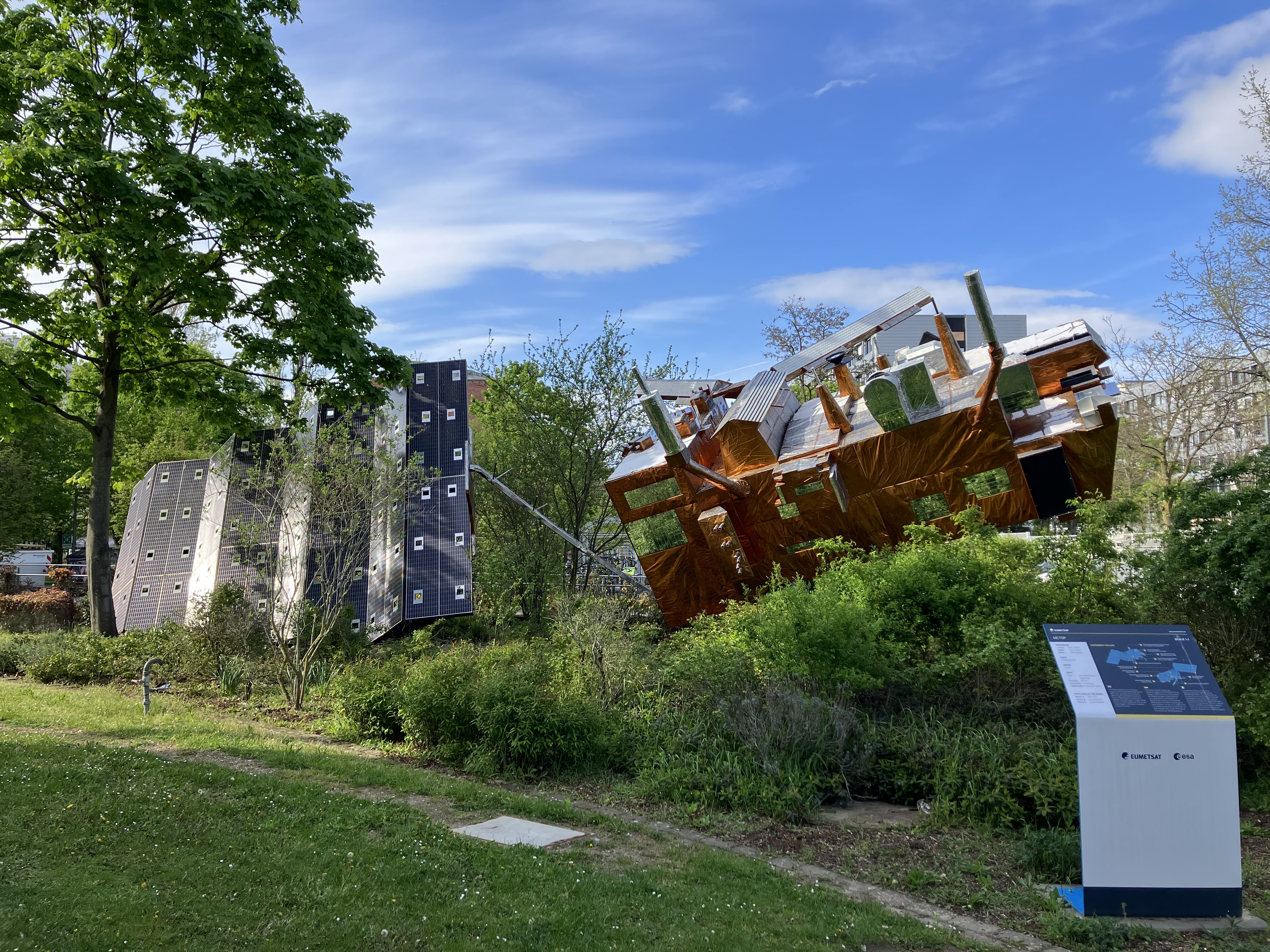
Modello in scala naturale di Metop presso EUMETSAT.

Per molti anni l'Europa ha utilizzato i satelliti meteorologici della serie Meteosat, che erano in orbita geostazionaria. Essi cioè venivano posti in orbita a 36.000 chilometri di distanza dalla Terra e la loro posizione risultava fissa nel cielo rispetto ad una stazione ricevente sulla Terra.
Questi satelliti meteorologici sono stati affiancati il 19 ottobre 2006 dal primo membro di una nuovissima generazione: Metop-A.
Metop-A è stato il primo satellite meteorologico europeo per sondare l'atmosfera in un'orbita polare bassa, a circa 800 chilometri di altezza. L'orbita è definita "polare" perché prevede il passaggio sopra i poli e il tempo impiegato per ogni orbita è di circa 1 ora e 40 minuti. Questo implica che Metop-A girava intorno alla Terra circa 14 volte al giorno.
Era equipaggiato con i più moderni sensori oggi disponibili, sia di costruzione europea che americana, in grado di fornire immagini e dati meteorologici precisi e completi per migliorare le previsioni meteo e comprendere i cambiamenti climatici. Le immagini della Terra ottenute da un'altezza minore, rispetto ai satelliti geostazionari, offrono maggiori dettagli. Anche la precisione degli altri strumenti è favorita dall'orbita polare.
Il secondo satellite della stessa serie, Metop-B, è stato lanciato il 17 settembre 2012 su un razzo Soyuz 2.1a da Baikonur. Metop-B deve assicurare continuità alle osservazioni da orbita polare dopo che Metop-A ha terminato il suo ciclo operativo nel novembre 2021.
Il terzo e ultimo satellite della serie, Metop-C, è stato lanciato il 7 novembre 2018 alle 01:47 CET, su un razzo Soyuz ST-B dal Centro spaziale guyanese, nella Guiana francese.
| Satellite | Lancio (data, sito, vettore)       | Termine missione                                          |
| --------- | ---------------------------------- | --------------------------------------------------------- |
| Metop-A   | 19 ottobre 2006, Bajkonur, Sojuz   | Disattivato nel novembre 2021 e deorbitato il 1º dicembre |
| Metop-B   | 17 settembre 2012, Bajkonur, Sojuz | Prevista non prima del 2024                               |
| Metop-C   | 7 novembre 2018, Kourou, Sojuz     | Prevista non prima del 2027                               |

La seconda generazione dei satelliti Metop (Metop-SG) sarà lanciata a partire dal 2025.

## Strumenti
I satelliti Metop hanno una costruzione modulare, che comprende un modulo di servizio, un carico utile e una serie di strumenti.
I seguenti strumenti sono comuni ai satelliti NPOES che formano il contributo degli Stati Uniti al Initial Joint Polar System (IJPS):
- AMSU-A1/AMSU-A2 - Advanced Microwave Sounding Units
- HIRS/4 - High-resolution Infrared Radiation Sounder (non incluso su Metop-C)
- AVHRR/3 - Advanced Very High Resolution Radiometer
- A-DCS - Advanced Data Collection System
- SEM-2 - Space Environment Monitor
- SARP-3 - Search And Rescue Processor
- SARR - Search And Rescue Repeater
- MHS - Microwave Humidity Sounder

I seguenti strumenti sono esclusivamente a bordo dei satelliti Metop:
- IASI - Infrared Atmospheric Sounding Interferometer
- GRAS - Global Navigation Satellite System Receiver for Atmospheric Sounding
- ASCAT - Advanced SCATterometer
- GOME-2 - Global Ozone Monitoring Experiment-2